# Gregory Macalister Mathews
Gregory Macalister Mathews (ur. 10 września 1876 roku w Biamble, zm. 27 marca 1949 roku w Winchesterze) – australijski ornitolog amator. Pisał głównie o taksonomii i nomenklaturze ptaków.

## Życie
Urodził się w Biamble w Nowej Południowej Walii, był synem Roberta H. Mathewsa. Uczęszczał do The King’s School w Parramatta.
Pracował przez sześć lat na stacji dla bydła w pobliżu Charters Towers w stanie Queensland, obserwując ptaki na wyprawach i rozkoszując się zamiłowaniem do koni. Zdobył znaczny majątek biorąc udział w wydobywaniu surowców górniczych. W 1902 roku przeniósł się do Anglii. W 1910 został członkiem Szkockiej Akademii Narodowej Nauk i Literatury. W latach 1935–1938 pełnił funkcję przewodniczącego Brytyjskiego Klubu Ornitologów.
W 1939 został wybrany do Royal Australasian Ornithologists Union, którego prezesem był w latach 1946–1947. Reprezentował Australię na pięciu międzynarodowych kongresach ornitologicznych.
Zmarł 27 marca 1949 w Winchesterze na chorobę nowotworową.

## Odznaczenia
Został odznaczony m.in. Orderem Imperium Brytyjskiego czy nagrodą za bycie członkiem „Royal Society of Edinburgh”.

## Publikacje
W latach 1908–1946 opublikował ponad 12 prac z zakresu taksonomii i historii życia ptaków, zajmując się głównie ptakami Australii i jej ptasimi endemitami. Prócz tego pisywał do „The Austral Avian Record”.